# Guishan Lingyou
Pour les articles homonymes, voir Guishan Lingyou.
Guishan Lingyou (771–853) (chinois : 沩山灵祐 ; chinois traditionnel : 溈山靈祐 ; pinyin : Guīshān / Wéishān Língyòu ; Wade : Kuei-shan Ling-yu) est aussi connu sous le nom de Weishan Lingyou. C’est un moine Chan de la dynastie Tang. Il naît à Changxi, Fuzhou. Il est un grand maître du Chan, disciple du maître Baizhang Huaihai, et il cofonde avec son disciple Yangshan Huiji l’école Weiyang du Chan dont il est le premier patriarche. Il meurt à quatre-vingt-trois ans. 

## Biographie
Guishan Lingyou naît en 771 à Changxi, dans le Fuzhou (actuelle ville de Ningde, Fujian), sous le nom séculier de Zhao. En 785, alors qu’il a 15 ans, il devient moine bouddhiste au temple Jianshan sous la direction du maître du Vinaya Fachang.
Trois ans plus tard, il reçoit l’ordination complète au monastère Longxing de Hangzhou, puis il étudie en profondeur la discipline monastique, les soutras et le Vinaya Pitaka auprès du maître Chan Yibin de Qiantang. 
En 793, à 23 ans, il se rend au Jiangxi et devient disciple-héritier du dharma du maître Chan Baizhang Huaihai (en) (720-814). En 805 il entreprend un voyage spirituel à l’âge de 34 ans dans les montagnes. En 807, « le monastère ancestral Miyin de l’école Weiyang, fondé par le maître zen Weishan Lingyou, associe la pratique de l’agriculture et du zen, tout en mettant concrètement en œuvre les règles claires de Baizhang, établissant ainsi un modèle pour d’innombrables monastères et temples des générations futures »). Vers 820, il se rend à Weishan pour y promouvoir l’esprit du Chan. Sa renommée se répand largement, les moines étudiants affluent et il diffuse ainsi l’esprit de l’école en ce lieu.
Lors de la persécution bouddhique de l’ère Huichang (v. 843-846), il retourne à la vie laïque et se cache parmi la population des villes. En 847, lorsque l’État publie un édit rétablissant le bouddhisme, le maître retourne au temple Tongqing où il enseigne la Loi aussi bien aux moines qu’aux laïcs. À la demande insistante du chancelier Pei Xiu (791-864), il se rase de nouveau la tête et reprend la vie monastique. 
En 853, il manifeste son entrée dans le nirvana et il meurt à l’âge de 83 ans.  
Il reçoit à titre posthume le titre de grand maître Chan Dayuan (大圆禅师). Il fut appelé dans le monde « Weishan Lingyou » (沩山灵祐).  

## École Guiyang
Avec son disciple Yangshan Huiji, Guishan Lingyou est cofondateur de l’école Guiyang (aussi connue sous le nom d’école Weiyang), une branche du bouddhisme Chan chinois. Elle est ainsi nommée avec des syllabes de leurs noms respectifs : Gui de Guishan et Shan de Yangshan.

## Disciples
Parmi les disciples-héritiers du dharma, il y a Yangshan Huiji, Jingshan Hongyin, le maître Chan Fahai, Xiangyan Zhixian (en) et une quarantaine d’autres. 

### Œuvres
- Entretiens du maître chan Lingyou du mont Wei à Tanzhou  (潭州溈山靈祐禪師語錄) : un volume. Compilation de ses paroles enregistrées. On le trouve aujourd’hui dans le Zoku-Zōkyō japonais (卐字续藏), dans le recueil intitulé Wujia Denglu (五家灯录) (Chronique des Cinq Écoles de la Lampe)[6].
- Avertissements du Weishan (溈山警策), un volume[2].